# Hayes Alvis
Hayes Julian Alvis est un contrebassiste et tubiste américain né le 1er mai 1907 à Chicago aux États-Unis, mort en 1972 à New York.
Il a commencé par jouer de la batterie mais s'est dirigé vers le tuba et la contrebasse après avoir joué avec Jelly Roll Morton en 1927-1928. Il était au tuba et aux arrangements avec Earl Hines entre 1928 et 1930 et au tuba avec Jabbo Smith (en) en 1929. Il poursuit sa carrière à New York où il joue entre autres avec Duke Ellington, puis Benny Carter, Joe Sullivan et Louis Armstrong.

## Discographie
- Enregistrements : Kissin'my baby goodnight (avec Duke Ellington, 1936).